# Provincia de Chahar Mahal y Bajtiarí
Chahar Mahal y Bajtiarí (en persa: چهارمحال و بختیاری, Čahār Maḥāl va Bajtyārī) es una de las 31 provincias (ostán) de Irán, situada en el sur del país. Tiene 6 shahrestanes y su capital es Shahrekord.

## División administrativa

Mapa de Shahrestans

- Ardal (اردل)
- Boruyén (بروجن)
- Farsán (فارسان)
- Kuhrang (كوهرنگ)
- Lordegán (لردگان)
- Shahrekord (شهركرد)